# Зграда Реалке у Београду
Зграда Реалке у Београду, се налази на углу Узун Миркове бр.14 и Тадеуша Кошћушка, подигнута је између 1835. и 1840. године у стилу класицизма, највероватније према пројекту Франца Јанкеа, као породична кућа Цветка Рајовића. Њена друштвено-историјска вредност је у значају који је имала као школска зграда коју су похађале и у којој су предавале знамените личности Србије 19. века: наставници Стеван Тодоровић, Тодор Мијушковић, Петар Убавкић, Михајло Валтровић, Ђорђе Крстић и ученици Коста Главинић, Милан Капетановић, Светозар Јовановић, Милорад Рувидић, Данило Владисављевић, Никола Несторовић...
Име је добила према београдској Реалки која је дуго година била у њој смештена. Најстарија је сачувана зграда у Београду грађена у потпуности у европском духу и јединствени је примерак класицизма.

## Историјат
До 1867. године, када је усељена Прва београдска реалка, која је зграду користила до почетка Другог светског рата, неколико пута мењала намену. Била је енглески конзулат, користила је српска жандармерија, штаб војске. Данас је овде смештен Педагошки музеј Србије. Због своје репрезентативности и величине Кућа је била у његовом поседу кратко време и уступио ју је за јавну намену. У кући се једно време налазио енглески конзулат.
Спомиње се да је енглески генерални конзул Хоџес приређивао у кући пријеме, вечере и балове, од којих је најзначајнији био 27. јануара 1838. године, коме је присуствовао и кнез Милош Обреновић са кнегињом Љубицом. Тада су први пут, прекинувши дотадашње обичаје, жене седеле заједно са мушкарцима и игране су европске игре. Потом је у зграду смештено „Надлежателство варошког суда“, а школске 1867-68. године у зграду се усељава прва београдска Реалка, која у згради остаје до Другог светског рата. Просветну намену је задржала дуго година – у њој се налазило војно училиште, затим основна школа „Ђорђе Јовановић“, па школа ученика у привреди „Раде Кончар“. Данас се у згради налази Педагошки музеј. 

## Архитектура зграде
Најстарија је београдска сачувана зграда грађена у потпуности у европском духу и јединствени је примерак класицизма. Зграда је приземна, правоугаоне основе, складних пропорција заснованих на систему златног пресека, обликована у стилу класицизма. Фасаде су хоризонтално рашчлањене на три појаса – сокл, средишње зидно платно и фриз са кровним венцем, док је вертикална подела изведена помоћу пиластера и дорских полустубова. Архитектонски пластични елементи следе и тумаче конструктивни систем, а својом декоративношћу наглашавају део куће окренут ка раскрсници. 
Главна фасада, окренута према Узун Мирковој улици има јаке контрасте светло-тамно, који су остварени вертикалном поделом прочеља пиластрима и редом стубова који имитирају дорски стил, маркирајући свечану собу куће. Фасада окренута Улици Тадеуша Кошћушка обликована је истим декоративним мотивима, али с обзиром на намену просторија на овој страни, није добила дорске стубове. Слично је обрађена и југоисточна фасада са главним улазом, док је контра фасада дуже стране без пластичних елемената. Пропорције свих декоративних елемената подвргнуте су строгој симетричној геометријској шеми, што згради даје тежину и озбиљност. Својом масивношћу, добром изведбом, као и новим распоредом просторија, ова кућа је могла да послужи као узор касније грађеним породичним зградама.
Као један од ретких сачуваних објеката из четврте деценије 19. века, својим стилским карактеристикама, конструктивним системом и архитектонским обликовањем, зграда Реалке означава потпуни прекид са традицијом и прелаз са балканске на савремену европску архитектуру на тлу Београда.
Првобитно стање зграде претрпело је извесне измене током времена. Уз старију зграду, почетком 20. века, услед недостатка школског простора дограђена је двоспратница. Нови објекат је органски повезан с постојећим, али је архитектура била усклађена са захтевима времена па су фасаде обликоване елементима сецесије. Преправке су вршене и на фасадама-на североисточној променом отвора, а на југоисточној зазиђивањем поља између два пиластра. Мењање намене зграде довело је и до извесних промена у ентеријеру, пре свега у распореду и величинама просторија.
Конзерваторски радови на објекту рађени су 1964–1965, 1972–1975. и 1992–1994. Санација влаге и рестаурација фасада урађене су 2004.

## Значај
Као редак сачувани примерак из прве половине 19. века и јединствени примерак класицизма у Београду, као и због значаја за развој нашег школства зграда Реалке је утврђена за културно добро од великог значаја (Службени гласник СРС бр. 14/79).